# Reuss-Lobenstein
Reuss-Lobenstein (en alemán: Reuß-Lobenstein) fue un estado localizado en la parte alemana del Sacro Imperio Romano Germánico.

## Historia

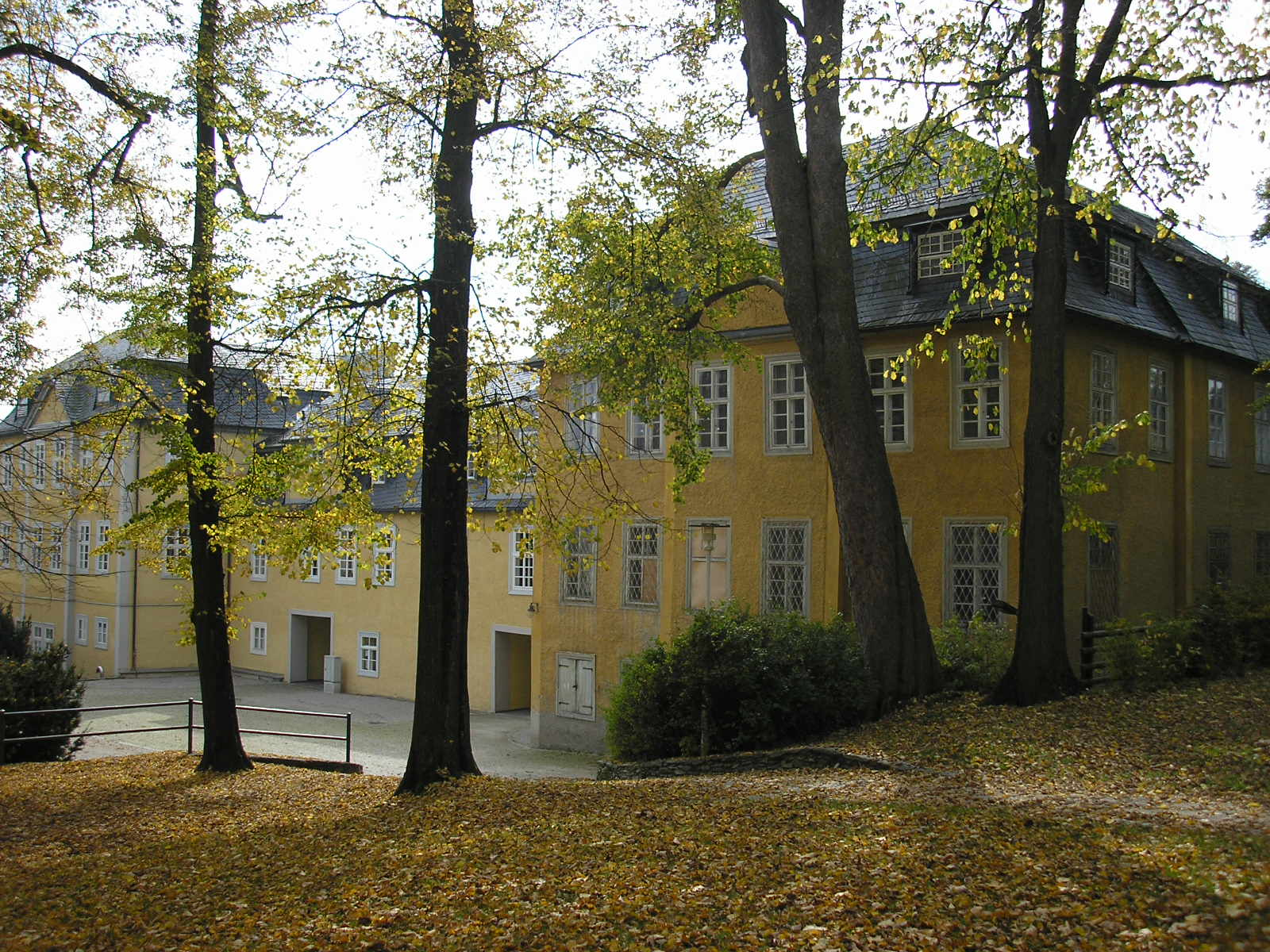
Vista desde el jardín del Palacio de Lobenstein.

Los miembros de la familia Reuss-Lobenstein pertenecían a una rama de la línea menor de Reuss. Reuss-Lobenstein existió durante dos periodos diferentes, fue creado en 1425 como un señorío con Enrique II como su primer gobernante. El primer señorío de Reuss-Lobenstein fue disuelto en 1547 cuando el territorio fue absorbido por Reuss-Plauen. 
Reuss-Lobenstein fue recreado en 1647, otra vez como señorío que permaneció hasta 1673 cuando el título de señor fue ascendido a conde. Tras la muerte del conde Enrique X en 1671, Reuss-Lobenstein fue gobernado conjuntamente por sus tres hijos Enrique III, Enrique VIII y Enrique X. En 1678 Reuss-Lobenstein fue dividido entre Enrique III, permaneciendo como conde de Reuss-Lobenstein, Enrique VIII, pasando a ser conde de Reuss-Hirschberg y Enrique X, convirtiéndose en conde de Reuss-Ebersdorf. Reuss-Lobenstein fue dividido por segunda vez en 1710 tras la muerte de Enrique III, siendo creado el territorio de Reuss-Selbitz para el hijo menor Enrique XXVI, mientras que Enrique XV lo sucedió como conde de Reuss-Lobenstein.
Reuss-Lobenstein fue elevado a principado en 1790 y se unió a la Confederación del Rin el 15 de diciembre de 1806. Con la muerte del príncipe Enrique LIV en 1824, la línea de Reuss-Lobenstein se extinguió y fue heredada por el príncipe de Reuss-Ebersdorf.

## Gobernantes de Reuss-Lobenstein

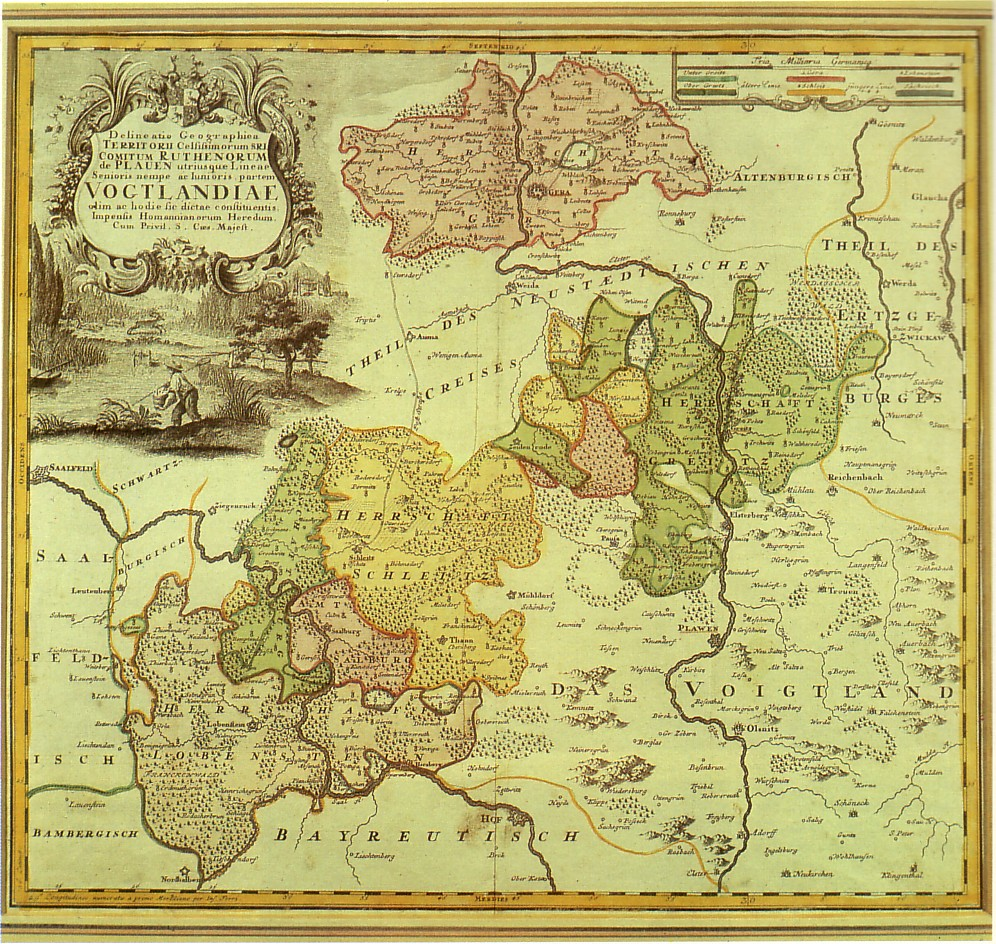
Los territorios de Reuss en el siglo XVIII.
Verde: Reuss línea mayor (Greiz, Burgk)
Rojo: Reuss-Gera (con Saalburg)
Amarillo: Reuss-Schleiz
Marrón: Reuss-Lobenstein

### Señores de Reuss-Lobenstein 1425-1547
- Enrique II, 1425-70
- Enrique I, 1482-87
- Enrique II, 1482-1500, con
  - Enrique III, 1482-1498
- Enrique I, 1500-38, con
  - Enrique II, 1500-1547

Absorbido por Reuss-Plauen, 1547

### Señores de Reuss-Lobenstein 1647-1673[1]
- Enrique X, 1647-71
- Enrique III, 1671-1710, con
  - Enrique VIII, 1671-73 y
  - Enrique X, 1671-73

Elevado a condado, 1673

### Condes de Reuss-Lobenstein 1673-1790
- Enrique III, 1673-1710, con
  - Enrique VIII (conde de Reuss-Hirschberg desde 1678), 1673-78 y
  - Enrique XXIX (conde de Reuss-Ebersdorf desde 1678), 1673-78
- Enrique XV, 1710-39
- Enrique II, 1739-82
- Enrique  XXXV, 1782-90

Elevado a principado, 1790

### Príncipes de Reuss-Lobenstein 1790-1824
- Enrique XXXV, 1790-1805
- Enrique LIV, 1805-24

Absorbido por Reuss-Ebersdorf, 1824